# The Survivors Live: Cash, Lewis & Perkins
The Survivors Live es un álbum en vivo por los cantantes Johnny Cash, Carl Perkins y Jerry Lee Lewis lanzado en 1982 bajo el sello disquero Columbia. Este disco fue grabado el 23 de abril de 1981 en Stuttgart, Alemania Occidental cuando todos los cantantes habían ya estado en el sello disquero Sun Records al principio de sus carreras, los 3 estaban haciendo giras por Europa. El show había sido inicialmente preparado para que Cash apareciera solo pero cuando Lewis y Perkins no tenían conciertos agendados en ese momento decidieron aparecer en escenario esa noche junto a Cash. Los 3 cantaron canciones que conocían entre ellos incluyendo la canción de Cash "Get Rhythm" y la canción de Perkins "Blue Suede Shoes" (eran canciones un poco más obscuras a lo que estaban acostumbrados a hacer).

## Canciones
1. Get Rhythm – 3:07
(Cash)
2. I Forgot to Remember to Forget – 2:44
(Charlie Feathers y Stan Kesler)
3. Goin' Down the Road Feelin' Bad – 2:59
4. That Silver Haired Daddy of Mine – 3:10
(Gene Autry y Jimmy Long)
5. Matchbox – 3:18
(Perkins)
6. I'll Fly Away – 4:02
(Albert E. Brumley)
7. Whole Lotta Shakin' Goin' On – 4:04
(Dave "Curly" Williams y Sunny David)
8. Rockin' My Life Away – 2:54
(Mack Vickery)
9. Blue Suede Shoes – 3:07
(Perkins)
10. Peace in the Valley – 4:51
(Thomas A. Dorsey)
11. Will the Circle Be Unbroken – 4:36
(A.P. Carter)
12. I Saw the Light – 3:25
(Hank Williams)

## Personal
- Johnny Cash - Vocalista
- Jerry Lee Lewis - Vocalista
- Carl Perkins - Vocalista
- Jerry Hensley - Guitarra
- Kenneth Lovelace - Guitarra
- Robert Wootzen - Guitarra
- Marty Stuart - Guitarra y Mandolin
- Earl Ball - Piano
- Jack Hale - Trompeta y Cuerno Francés
- W.S. Holland - Percusión
- Henry Strzelecki - Bajo